# Gobius xanthocephalus
Gobie doré, Gobie à tête jaune
Pour les articles homonymes, voir Gobie doré.
Espèce
Statut de conservation UICN

 LC  : Préoccupation mineure
Le gobie doré (Gobius xanthocephalus), aussi appelé  gobie à tête d'or ou gobie à tête jaune est une espèce de gobies de la famille des Gobiidae. Il mesure jusqu'à 9 cm.C'est un poisson benthique qui trouve de entre 2 et 20 mètres de profondeur.